# Буркин, Виталий Анатольевич
Буркин Виталий Анатольевич (род. 4 декабря 1979, Уфа) — российский адвокат, юрист, блогер и общественный деятель.

## Биография
Виталий Буркин родился 4 декабря 1979 года в городе Уфе. После учёбы в школе он стал курсантом Елабужской средней школы милиции, которую с отличием закончил в 1999 году. До 2005 года служил оперативником и следователем. Во время службы Буркин получил высшее юридическое образование, затем уволился из органов внутренних дел и в 2005 году стал адвокатом.

## Адвокатская деятельность
Среди его клиентов в разные годы были Рамиль Кабиров, Айрат Мукминов, Фатхулла Исхаков и другие.  Известен тем,что добился вынесения одиннадцати оправдательных приговоров,защищая клиентов по уголовным делам по обвинениям в убийстве,получении взяток,экономическим составам. 25 мая 2023 года Верховный суд России,при участии Буркина, впервые в новейшей истории оправдал осужденного, отбывшего 13-летний срок по обвинению в покушении на убийство, по результатам вновь открывшихся обстоятельств. 86-летний житель Уфы Фатхулла Исхаков был полностью реабилитирован в зале суда. Виталий Буркин,после оглашения вердикта суда, сказал,что " это откроет дорогу другим незаконно осужденным доказывать свою невиновность"  
В 1959 году Исхаков был осужден к 15 годам лишения свободы за покушение на убийство двоих лиц, Исхаков и Виталий Буркин доказали,что обвиняемый стал жертвой оговора свидетелей и судебной ошибки. 21 декабря 2021 года Конституционный суд России по жалобе Исхакова и Буркина признал, что приговор в отношении Исхакова подлежит пересмотру. Как отметил сам Виталий Буркин изданию  "Russian Today": «Это первое решение Конституционного суда, которое открывает дорогу к отмене ошибочных приговоров прошлых лет по новым обстоятельствам. Теперь, вопреки позиции прокурора, отменять такие решения станет легче. В этом революционность». 18 мая 2022 года впервые в истории страны Президиум Верховного суда России возобновил ввиду новых обстоятельств производство по уголовному делу в отношении Исхакова. Решением Президиума были отменены некоторые судебные акты по делу, само дело для отмены приговора было передано в Шестой кассационный суд общей юрисдикции. 18 июля 2022 года Шестой кассационный суд,вопреки позиции Верховного суда России, приговор оставил без изменения. И только Верховный суд России суд России постановил оправдательный приговор. 
Ранее в суде юрист защитил честь и достоинство военного лётчика-штурмовика Мусы Гареева, дважды героя Советского Союза. Долгое время уфимский адвокат являлся ведущим собственной авторской колонки интернет-издания «Адвокатская газета». Получил известность в октябре 2017 года, когда за публикации в интернете по теме нарушений в судебно-следственной сфере Буркина лишили статуса адвоката по инициативе председателя Верховного суда Республики Башкортостан Михаила Тарасенко. Как оказалось, Буркин оказался первым, кого в адвокатуре дисквалифицировали за критические публикации о судебной системе

### События после лишения статуса адвоката
Лишение Буркина статуса не осталось незамеченным для юридического сообщества страны, вызвав серьёзную общественно-политическую дискуссию. Ряд СМИ и блогеров расценили лишение статуса как расправу корпорации над своим строптивым представителем и назвали её местью за принципиальную позицию по уголовным делам. В поддержку Буркина выступили известные российские адвокаты и правозащитники, среди них Каринна Москаленко, Иван Павлов, Дмитрий Талантов, Юрий Новолодский, Михаил Беньяш и Роман Мельниченко.
Сразу после лишения статуса адвоката, 15 подзащитных Буркина обратились с открытым письмом на имя президента Федеральной палаты адвокатов Юрия Пилипенко с требованием вмешаться в ситуацию, которое было опубликовано на сайте интернет издания «Адвокатская газета».
Функционеры из Федеральной палаты адвокатов, а именно её президент Юрий Пилипенко, вице-президент Генри Резник и другие заняли противоположную позицию. По их мнению для лишения адвоката статуса не требуется решения суда о клевете или оскорблении, так как Буркин нарушил кодекс профессиональной этики адвоката и правила поведения адвоката в сети интернет.

### Развитие конфликта и раскол в адвокатском сообществе
Лишение адвокатского статуса не остановило Буркина от дальнейшего изучения финансовых злоупотреблений в деятельности президента Адвокатской палаты Башкирии. Общественник поднял в публичной сфере вопрос узурпации власти в адвокатских палатах субъектов России, когда их главы, используя несовершенство законодательства, руководят ими практически без всяких ограничений.
Проверка заявлений юриста длилась не меньше двух лет. Лишь в марте 2019 года тридцать два российских адвоката и правозащитника, в том числе, Юрий Костанов, Юрий Ларин, Анна Ставицкая, Илья Новиков, Каринна Москаленко, Михаил Беньяш и сам Виталий Буркин открыто обратились к Председателю Следственного комитета России Александру Бастрыкину.
В июне 2019 года Следственное управление Следственного комитета по Республике Башкортостан возбудило уголовное дело по факту хищений денежных средств Адвокатской палаты Республики Башкортостан в особо крупном размере. В марте 2020 года стал известно, что в Адвокатской Палате Республики Башкортостан появился новый руководитель, который предложил избрать Булата Юмадилова своим заместителем. Через несколько дней Палата была вынуждена признать, что произошедшие изменения напрямую связаны с предъявлением следствием Юмадилову обвинения в злоупотреблении полномочиями. Следственное управление не ограничилось лишь предъявлением обвинения, но и в рамках уголовного дела ходатайствовало перед судом об отстранении Юмадилова от исполняемых обязанностей

## Критика
Президент ФПА Юрий Пилипенко и вице-президент ФПА Генри Резник считают, что Буркин в глобальной компьютерной сети необоснованно и в грубой форме критиковал судебную систему. Они полагают, что это не соответствует морально-этическим требованиям, предъявляемым к адвокату. «В силу Правил поведение адвоката в сети интернет как форма его публичной активности должно отвечать тем же требованиям, что и иные действия в профессиональной сфере» .

## Эхо Москвы
С сентября 2020 года на Эхо Москвы ведёт авторскую передачу под названием «Защита Буркина».

## Телеграм-канал
Является автором популярного в юридическом сегменте телеграм-канала  "Строптивый адвокат", где делится секретами уголовной защиты.

## Канал на YouTube
Помимо таких популярных площадок как Instagram, Telegram, Facebook -  Виталий Буркин развивает и YouTube канал, где разъясняет злободневные проблемы с правовой точки зрения.

## Семья
Женат, воспитывает четырёх дочерей.